# دوري المقاطعات الشمالي الغربي 2002–03
دوري المقاطعات الشمالي الغربي 2002–03 هو موسم من دوري المقاطعات الشمالي الغربي. فاز فيه Prescot Cables F.C. ‏.